# St. Antonius von Padua (Bäumenheim)

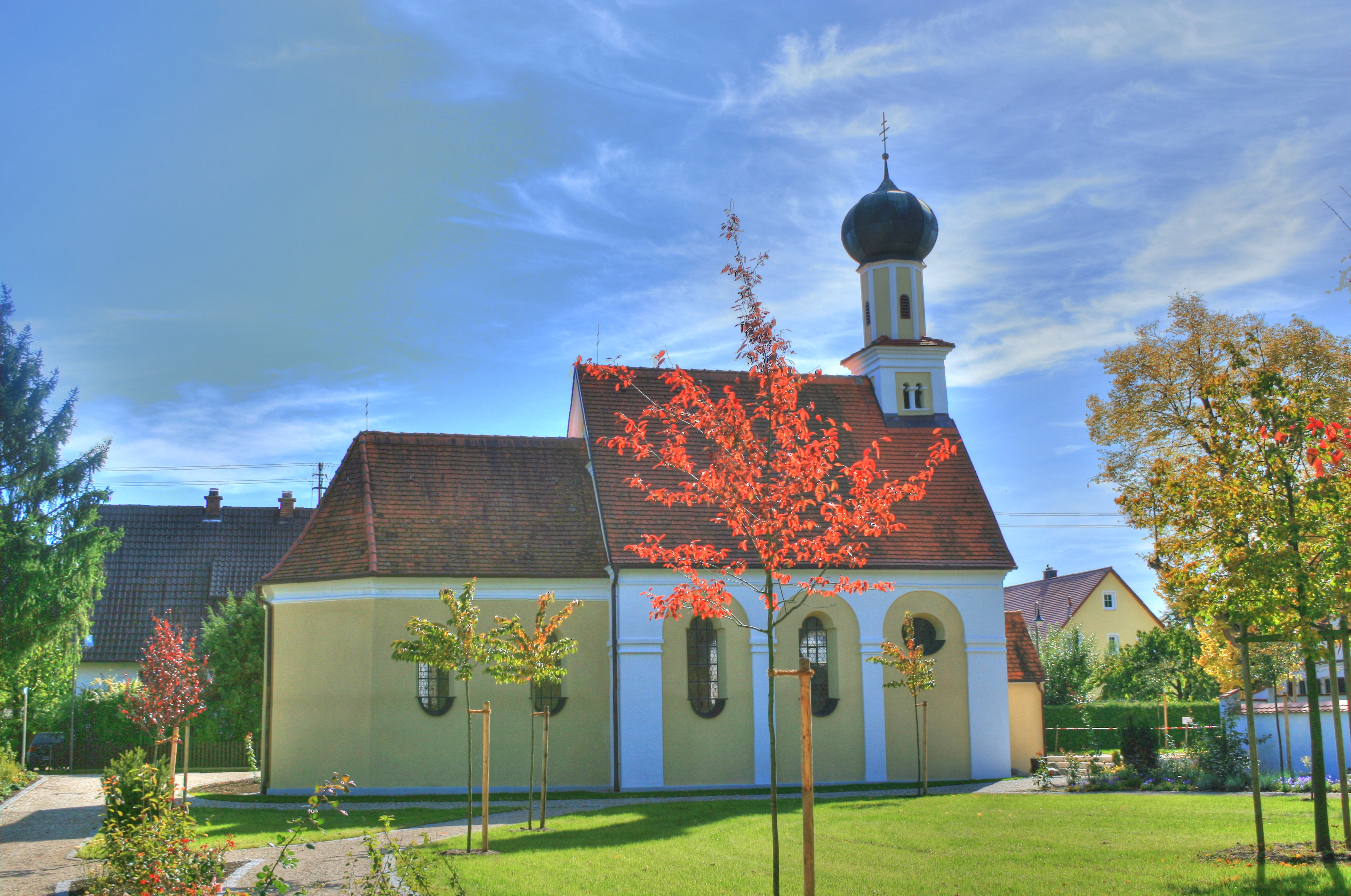
St. Antonius von Padua in Bäumenheim

Die römisch-katholische Filialkirche St. Antonius von Padua steht in Asbach-Bäumenheim im schwäbischen Landkreis Donau-Ries von Bayern. Das Bauwerk ist in der Liste der Baudenkmäler in Asbach-Bäumenheim als Baudenkmal unter der Nr. D-7-79-115-2 eingetragen. Die Kirche gehört zur Pfarreiengemeinschaft Schmutter-Lech im Dekanat Donauwörth des Bistums Augsburg.

## Beschreibung
Die frühbarocke Saalkirche wurde 1687 erbaut. Sie besteht aus einem Langhaus, das außen und innen mit Pilastern gegliedert ist, und einem eingezogenen, dreiseitig geschlossenen, spätgotischen Chor im Osten, der zum Vorgängerbau gehörte. Über der Fassade im Westen erhebt sich ein quadratischer Giebelreiter, dessen achteckiges Obergeschoss den Glockenstuhl beherbergt und der mit einer Zwiebelhaube bedeckt ist.
Um 1687 wurde der mit Stuck und Fresken verzierte Innenraum des Langhauses mit einem Stichkappengewölbe überspannt. Zur Kirchenausstattung gehört ein 1688 gebauter Hochaltar, auf dessen Altarretabel der heilige Antonius dargestellt ist. Die Deckenmalereien im Chor stammen von 1981.